# Giovanni Michelotti

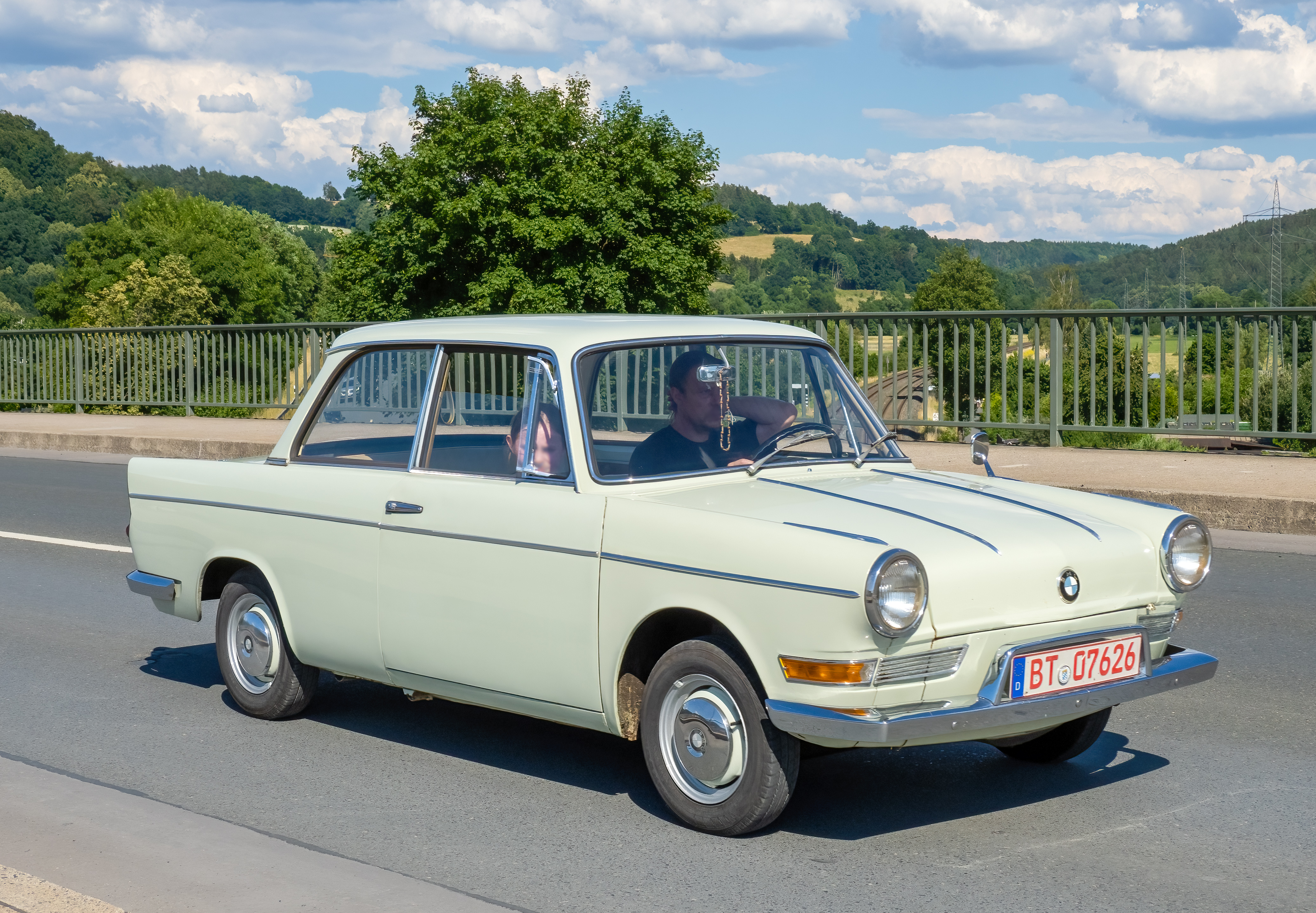
BMW 700 (1959)

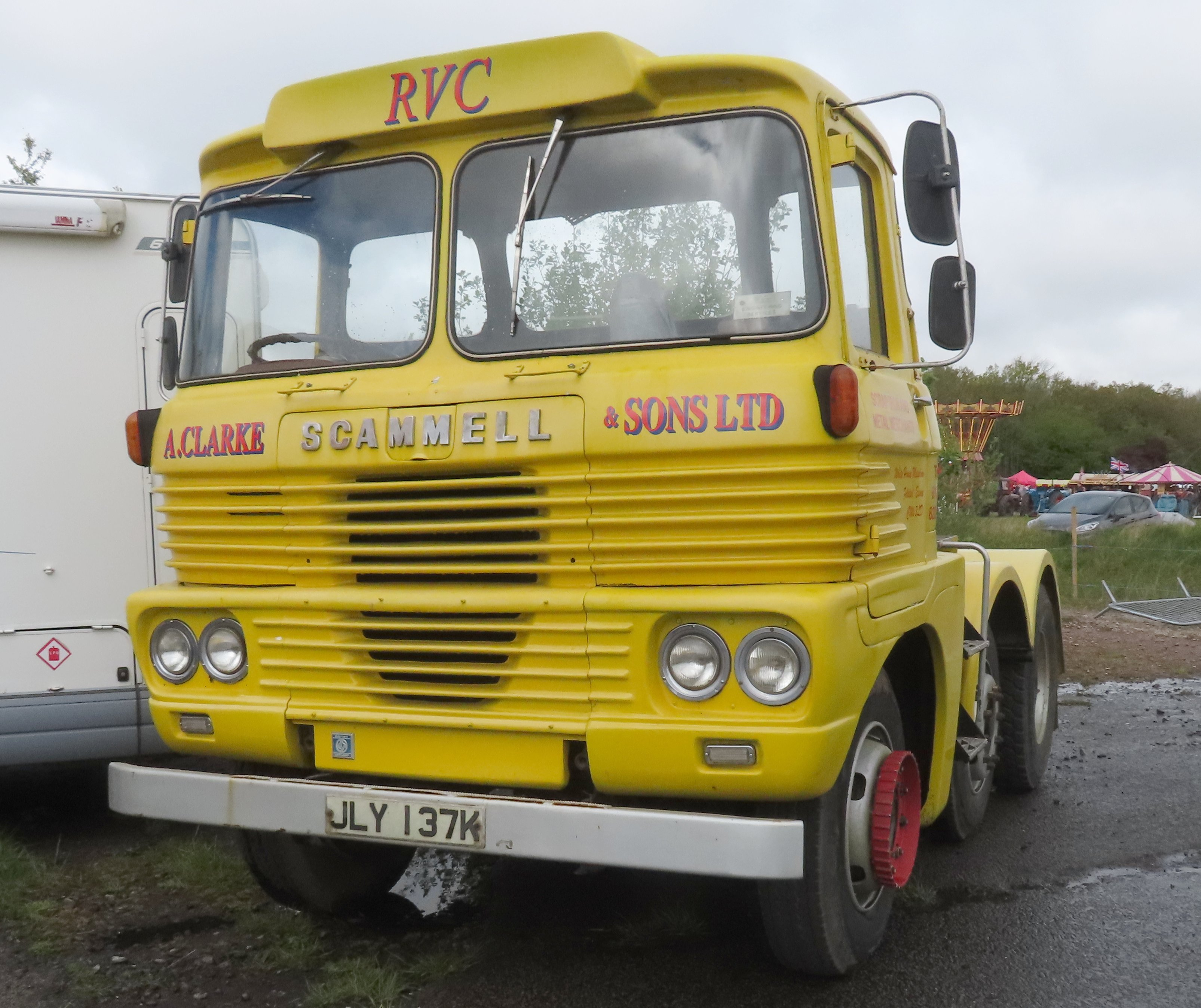
Scammell Trunker (1960)

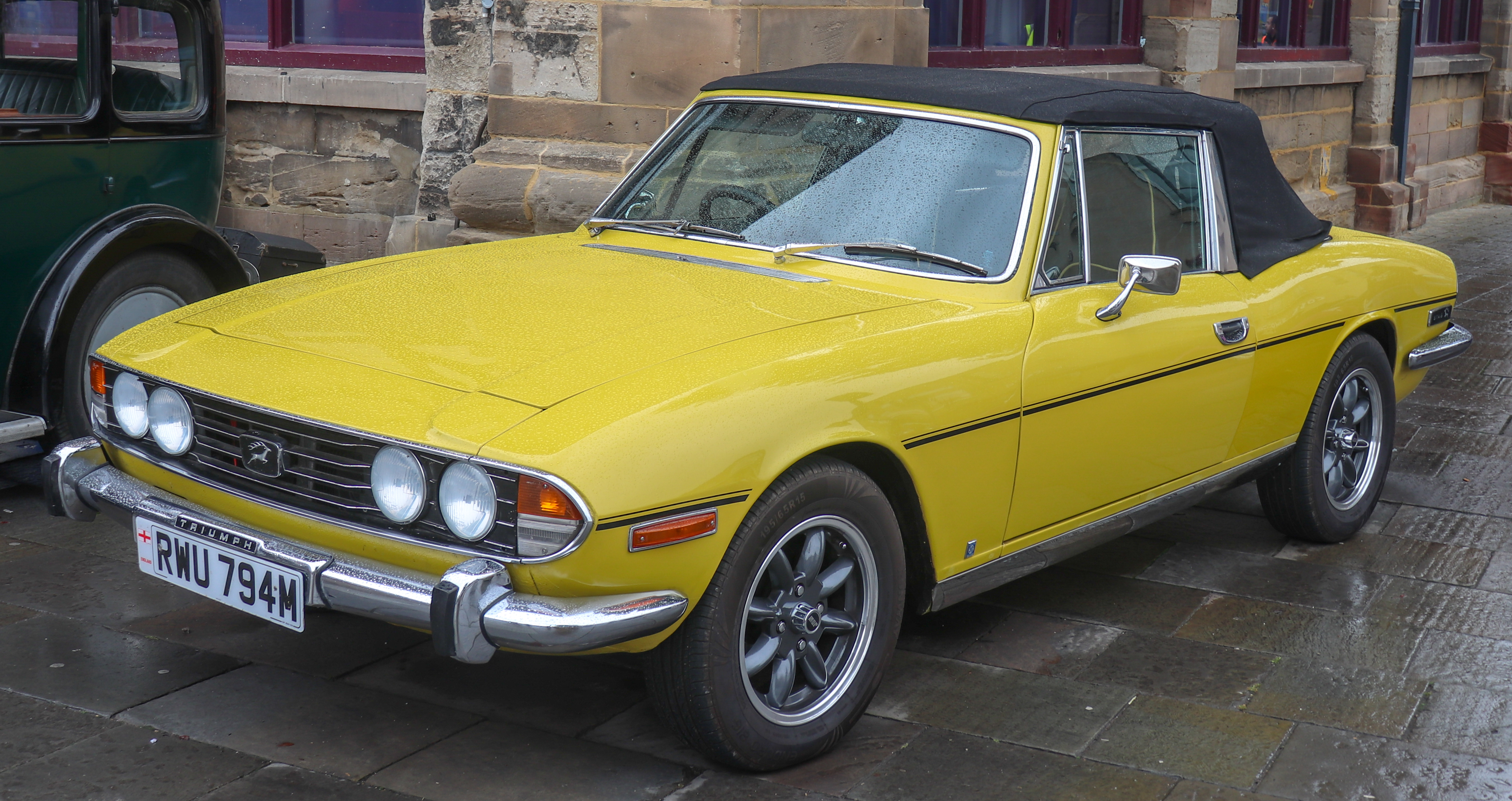
Triumph Stag (1970)

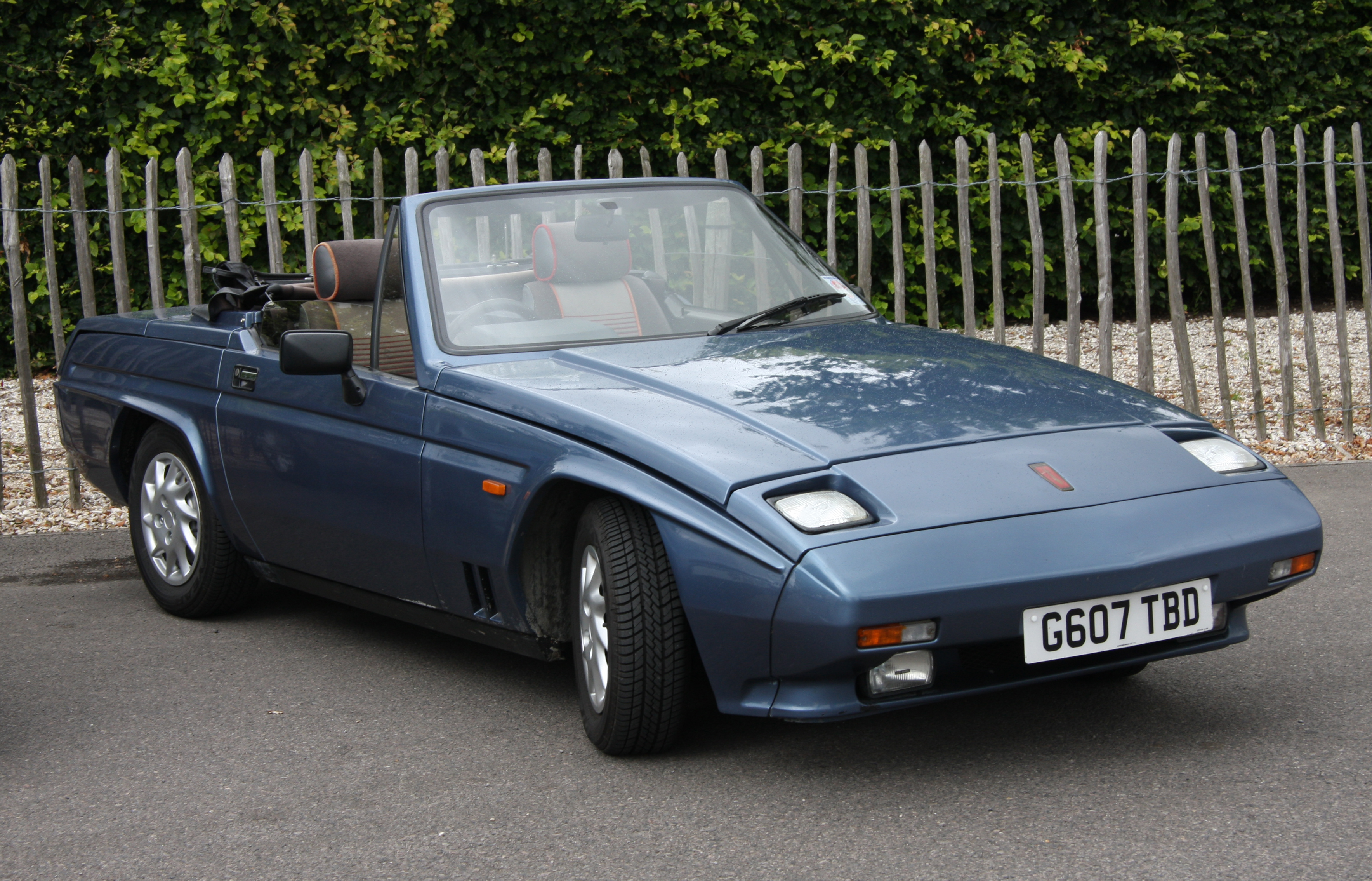
Reliant Scimitar SS1 (1984)

Giovanni Michelotti (1921–1980) – projektant samochodów, w tym sportowych i ciężarowych.
Urodził się w Turynie, we Włoszech. G. Michelotti pracował dla wielu biur wzornictwa przemysłowego, zanim otworzył własne biuro.

## Standard Triumph
Od późnych lat 50 XX w. był odpowiedzialny za wszystkie nowe modele produkowane przez Standard Triumph, zaczynając od liftingu modelu Standard Vanguard, a następnie projektując nowe modele Triumpha, takie jak Herald, Spitfire, GT6, TR4, 2000, 1300, Stag i Dolomite. Stworzył również wiele prototypów, które nigdy nie weszły do produkcji. Jedynymi Triumphami po roku 1960 nad którymi nie pracował były TR6 i TR7, oraz oparty na Hondzie model Acclaim.

## British Leyland
Po tym jak Triumph stał się częścią British Leyland, Michelotti podjął się liftingu modelu BMC 1100 – który następnie był produkowany w Hiszpanii jako Austin Victoria i w Południowej Afryce jako Austin Apache – oraz opracował samochód Leyland P76.

## Scammell
W latach 60 XX w. Michelotti zaprojektował kabinę kierowców z tworzywa wzmocnionego włóknem szklanym dla niektórych ciężarówek produkowanych przez Scammella, który stał się częścią Leylanda w 1955 roku. Kabina była używana w modelach Routeman, Handyman i Trunker.

## DAF /Volvo
Michelotti pracował również z DAF, zaczynając od przeprojektowania w 1963 r. starzejącego się modelu Daffodil 31 w nowy Daffodil 32. DAF 44 (1966) był zupełnie nową konstrukcją, jaka wyszła spod jego ręki. Pomagał również projektować pochodne tego modelu, przede wszystkim Volvo 66 (1975).

## Inni producenci (wybór)
Dla innych zaprojektował:
- Lancia Aprilia Coupe (1949)
- Maserati A6GCS/53 (1955)
- Maserati A6GC/54 Coupe
- Maserati 3500 GT Coupe, GT Spider
- Maserati 5000 GT Coupe
- Alpine A106 (1955)
- BMW 700 (1959)
- Prince Skyline Sport (1958)
- Hino Contessa(inne języki) 1300 (1961)
- Armstrong Siddeley (jeden egzemplarz bazowany na podwoziu Sapphire 234 dla klienta z Hiszpanii).
- Reliant Scimitar SS1 (1984), który był jego ostatnim projektem wdrożonym do produkcji, cztery lata po jego śmierci.